# Tetrapterys arcana
Tetrapterys arcana är en tvåhjärtbladig växtart som beskrevs av Julius Sterling Morton. Tetrapterys arcana ingår i släktet Tetrapterys och familjen Malpighiaceae. Inga underarter finns listade i Catalogue of Life.